# 幸せのいろ
「幸せのいろ」（しあわせの-）は、石田燿子の14作目のシングル。2006年4月26日にジェネオンエンタテインメントからリリースされた。

## 解説
- 「幸せのいろ」は、テレビアニメ『ああっ女神さまっ それぞれの翼』のオープニングテーマ、「僕らのキセキ」は、同アニメエンディングテーマとして採用されている。
- また、自身の3rdアルバム『Single Collection』にも収録されている。

## 収録曲
1. 幸せのいろ [4:46] 
作詞：石田燿子、作曲：田中公平、編曲：村瀬恭久
2. 僕らのキセキ  [4:08] 
  - 作詞：石田燿子、作曲・編曲：多田彰文
3. 幸せのいろ（Instrumental）
4. 僕らのキセキ（Instrumental）